# Caspar Schönbeck
Caspar Schönbeck, född den 10 april 1725 i Välinge, död den 24 november 1797 i Norra Möinge, Asmundtorp, var en svensk domkyrkoklockare. Schönbeck var klockare i Allerum 1750 och i Landskrona 1768, domkyrkoklockare i Lund 1777 och sedan handlande i Norra Möinge.